# Король слухає
«Король слухає» (італ. Un re in ascolto) — опера Лучано Беріо на власне лібрето італійською мовою. Написана в 1981-83 роках, вперше поставлена у Зальцбурзі 7 серпня 1984 року під орудою Лоріна Маазеля, режисер — Гетц Фрідріх. У Лондоні вперше поставлена 9 лютого 1989 у Королівському театрі Ковент-Гарден.
Лібрето опери базується на ідеях італійського письменника Італо Кальвіно, а також включає уривки з лібрето німецьких авторів XVIII століття Фрідріх Айншеделя і Фрідріха Вільгельма Готтера, заснованих на п'єсі Шекспіра «Буря», а також поеми Вістена Г'ю Одена «Море і дзеркало». Сам композитор визначав свій твір радше як azione musicale (музичне дійство), ніж оперу. Твір складається з двох частин, що містять 19 розділів.

## Дійові особи та перші виконавці
| Партії                               | Тип голосу          | Прем'єрна постановка, 7 серпня 1984 року (Диригент: Лорін Маазель) |
| ------------------------------------ | ------------------- | ------------------------------------------------------------------ |
| Просперо, антрепренер і ключова роль | бас-баритон         | Тео Адам                                                           |
| Реґіста (театральний режисер)        | тенор               | Гайнц Цеднік                                                       |
| Протаґоніста                         | колоратурне сопрано | Патріція Вайз                                                      |
|                                      | сопрано I           | Каран Армстронґ                                                    |
|                                      | сопрано II          | Сільвія Ґрінберґ                                                   |
| П'ятниця                             | читання             | Гельмут Лонер                                                      |
| Аріель                               | мім                 | Самі Молхо                                                         |
| nurse                                | меццо-сопрано       | Ґабріела Зіма                                                      |
| дружина                              | меццо-сопрано       | Анна Ґонда                                                         |

## Короткий зміст
Опера оповідає про царя міфічного царства, який, будучи відірваним від своїх володінь, всю інформацію про своє царство отримує із почутих ним розмов. Тим часом мандрівна трупа планує поставити «Бурю» Шекспіра і цар відвідує її репетиції. Цар уявляє себе в ролі Проспера, йому здається, що дія у п'єсі оповідає про події в його царстві і він приходить до стану психологічного колапсу, а трупа виїжджає так і не поставивши п'єсу.

## Запис
- Luciano Berio: Un re in ascolto (Theo Adam, Heinz Zednik, Sylvia Greenberg, Gabriele Sima, Helmut Wildhaber, Patricia Wise, Karan Armstrong, Rohangiz Yachmi, Anna Gonda, Helmuth Lohner; Vienna Philharmonic; Conductor: Lorin Maazel) CD 1999. Label: Col Legno 20005